# 3531 Cruikshank
3531 Cruikshank (1981 FB) là một tiểu hành tinh vành đai chính được phát hiện ngày 30 tháng 3 năm 1981 bởi Bowell, E. ở Flagstaff (AM).